# Крістіан Куевас
Крістіан Куевас (ісп. Cristián Cuevas, нар. 2 квітня 1995, Ранкагуа) — чилійський футболіст, півзахисник клубу «Уачіпато».

## Клубна кар'єра
Народився 2 квітня 1995 року в місті Ранкагуа. Вихованець клубу «О'Хіггінс». У 2011 році він був переведений тренером Іво Басаєм з молодіжної в основну команду клубу. Його дебют у чемпіонаті Чилі відбувся в 15-му турі Апертури 2011 в матчі проти «Коло-Коло», в якому його команда була розгромлена з рахунком 5:1. Загалом за три сезони Куевас взяв участь у 10 матчах чемпіонату.
У 2012 році Крістіан був на триденному перегляді в «Челсі». 21 лютого 2013 року офіційний сайт чилійського клубу підтвердив, що Куевас був придбаний «Челсі» за 1,7 млн фунтів або 2,6 мільйони доларів. До свого нового клубу футболіст приєднався 23 липня 2013 року, підписавши контракт з «синіми» до літа 2018 року. Втім чилієць так і не провів жодного матчу за лондонців, оскільки виступав на правах оренди, спочатку у нідерландських клубах «Вітесс» (виступаючи виключно в молодіжній команді) та «Ейндговен», а потім у чилійському «Універсідад де Чилі» та бельгійському «Сент-Трюйдені». При цьому лише в останньому клубі стабільно виходив на поле, провівши за два сезони 50 ігор в усіх турнірах.
1 липня 2017 року Куевас погодився повернутися до Чилі, щоб приєднатися до команди «Уачіпато», але вже через місяць приєднався до голландського «Твенте» на правах оренди оренди на сезон, а наступний сезон провів також у оренді, цього разу за австрійську «Аустрію» (Відень).
2019 року Куевас повернувся в «Уачіпато». Станом на 23 лютого 2021 року відіграв за команду з Талькауано 31 матч в національному чемпіонаті.

## Виступи за збірну
Протягом 2012—2015 років залучався до складу молодіжної збірної Чилі. У січні 2013 року Куевас у її складі взяв участь у молодіжному чемпіонаті Південної Америки в Аргентині. У матчах проти збірних Болівії і Колумбії він забив по голу, завдяки чому його команда достроково змогла вийти з попередньої групи у фінальний етап, де чилійці посіли четверте місце, яке дозволило їм взяти участь в молодіжному чемпіонаті світу 2013 року, що проходив в Туреччини. Там збірна Чилі дійшла до чвертьфіналу, а Куевас провів чотири з п'яти ігор своєї збірної.
В подальшому з молодіжною збірною Куевас брав участь у Турнірі в Тулоні 2014 року (4 матчі) та молодіжному чемпіонаті Південної Америки 2015 року (3 матчі, 2 голи), але в обох випадках чилійці не змогли пройти груповий етап. Всього на молодіжному рівні зіграв у 19 офіційних матчах, забив 4 голи.
8 червня 2018 року Куевас дебютував за національну збірну Чилі, коли на 87-й хвилині вийшов на поле замість Ніколаса Кастільйо в товариському матчі проти Польщі (2:2).